# Ribes latifolium
Ribes latifolium är en ripsväxtart som beskrevs av Eduard von Glinka Janczewski. Ribes latifolium ingår i släktet ripsar, och familjen ripsväxter. Inga underarter finns listade i Catalogue of Life.